# Demokratiebildung
Demokratiebildung, auch Demokratieerziehung oder Demokratiepädagogik, bezeichnet Formen der Erziehung und Politischen Bildung mit dem Anspruch, den Erziehungsprozess demokratisch zu gestalten, oder mit dem Ziel, die Demokratie als anerkannte staatliche Regierungsweise oder umfassender ein demokratisches Zusammenleben, im Sinne einer Demokratie als Lebensform (John Dewey), zu fördern. Dazu gehören Bildungs- und Erziehungsansätze, die Inhalte über die Demokratie vermitteln oder demokratische Verhaltensweisen einüben sollen, ebenso wie Versuche, die Strukturen der Schule bzw. des ganzen Bildungssystems demokratisch zu gestalten.

## Demokratiebildung – Demokratieerziehung – Demokratiepädagogik
Eine abschließende und generell akzeptierte Abgrenzung zwischen den Begriffen Demokratiebildung und Demokratieerziehung besteht nicht. Benedikt Widmaier bemängelte, dass im Feld eine Vielzahl oftmals nicht voneinander abgegrenzter Begriffe bestehe und konstatiert „dass den Begriffen wie Demokratieförderung, Demokratielernen, Demokratiebildung, Demokratiedidaktik, Demokratieerziehung und Demokratieförderung, mit Ausnahme der Demokratiepädagogik, weder theoretisch noch praktisch ausgearbeitete pädagogische Konzepte zugrunde liegen“. Steve Kenner und Dirk Lange unterscheiden Demokratiebildung und Demokratieerziehung dahingehend, dass die Demokratiebildung „von den Bürger*innen als politische Subjekte[n]“ ausgehe und nicht vom politischen System. Demokratiebildung stelle den Versuch dar, demokratiepädagogische Ansätze und Konzepte politischer Bildung zu verschränken. Mit dem Konzept der Radikalen Demokratiebildung spitzt Werner Friedrichs diesen Gedanken noch einmal zu. Hier geht es darum, den von Steve Kenner und Dirk Lange markierten Ausgangspunkt des Subjekts konsequent zu denken: es sollte nicht auf ein fertiges, bereits politisch formatiertes Subjekt zurückgegriffen werden, sondern auf die (performative) Artikulation und Bildung von Subjektivität. Der Begriff Demokratiepädagogik hat sich als Oberbegriff vor allem im Kontext mit dem Programm „Demokratie lernen und leben“ verbreitet.

### Demokratiebildung und Politische Bildung
Im Fokus der Demokratiebildung steht die Demokratie, verstanden nicht nur als Herrschafts- und Gesellschaftsform, sondern insbesondere als Lebensform in allen gesellschaftlichen Bereichen. Ansätze der Demokratiebildung/-pädagogik sind hauptsächlich in der Erziehungswissenschaft verankert, während die primären Bezugsdisziplinen der Politischen Bildung die Politikdidaktik und die Geschichtsdidaktik sind. Deren zentraler Fokus auf das demokratische politische System wird deshalb von Demokratiepädagogen als zu institutionenzentriert kritisiert, während Politikdidaktiker darauf verweisen, dass in demokratiepädagogischen Ansätzen oft der politische Gehalt von Themen zu stark vernachlässigt werde. Die Demokratiepädagogik versteht sich auch als „,Dachbegriff‘ für alle pädagogische Bemühungen zum Erhalt und zur Erneuerung der Demokratie“. Während sich Politische Bildung in der Schule oftmals auf das zugehörige Kernfach (vor allem Politikwissenschaft und Geschichte) bezieht, folgen viele demokratiepädagogische Ansätze einem fächerübergreifenden Konzept und legen einen großen Fokus auf das Lernen durch Handeln. Beide Ansätze wollen die Demokratie stärken.

## Ziele
Als Ziele der Demokratiebildung finden sich insbesondere seit der Verbreitung verschiedener Kompetenzmodelle in Folge der PISA-Studien auch die Begriffe der Demokratiefähigkeit bzw. der Demokratiekompetenz. Diese wird in der Literatur in drei Dimensionen untergliedert: eine kognitive Dimension des politischen Wissens, eine affektiv-motivationale Dimension und eine dritte, behaviorale Dimension, die sich auf demokratisches Verhalten bezieht. Die Demokratiepädagogik bezieht sich in vielerlei Hinsicht auf die Erkenntnisse John Deweys und des Pragmatismus und orientiert sich insbesondere in den USA einerseits an einer liberalen und kontraktualistischen Staatsauffassung, nach der die Schule eine neutrale Institutionen sei, die es Schülern ermöglichen müsse, eigene Wertvorstellungen herauszubilden und zu kommunizieren. Ein eher republikanisch geprägtes Verständnis hingegen geht davon aus, dass Schülern die Fähigkeiten zum gemeinsamen Problemlösen und Bürgertugenden vermittelt werden sollten.

## Geschichte
Das grundlegende Buch von John Dewey Demokratie und Erziehung ist erstmals 1916 erschienen und zum Klassiker der Pädagogik geworden.
Dieser reformpädagogische Ansatz setzte in erster Linie auf das demokratische Erleben und geht vom Schulsystem der USA aus. In Deutschland kamen in der Weimarer Republik Gedanken zur Mitbestimmung in der Reformpädagogik vor allem im Bund Entschiedener Schulreformer auf und wurden u. a. durch Gustav Wyneken in die Schulordnung aufgenommen. Dabei blieben sie aber auf staatsbezogene Ansätze wie der Einführung einer Staatsbürgerkunde und einer begrenzten Schülermitsprache beschränkt. Erstmals hat die Weimarer Republik zur Verbreitung des demokratischen Gedankens das Lehrfach Staatsbürgerkunde gemäß Weimarer Verfassung Art. 148 eingerichtet.
Der Nationalsozialismus bekämpfte die Demokratie als „undeutsche“ Erscheinung, wobei jedoch die nationalsozialistische Erziehung viele reformpädagogische Projekte zumindest für einige Jahre weiterbestehen ließen, u. a. um für ihre eigenen Eliteeinrichtungen (Nationalpolitische Erziehungsanstalten) pädagogische Inspirationen zu finden.
Nach 1945 planten die USA zur Entnazifizierung eine demokratische Erziehung nach dem Vorbild Deweys zu verankern, scheiterten aber in ihrer Besatzungszone am Widerstand der deutschen Schuladministration und Interessenverbände. An vielen Punkten setzte die Schule in den Westzonen bzw. der Bundesrepublik wieder an der Bildung der Weimarer Republik an. Seit den 1950er Jahren wurden Ansätze zum demokratischen Erziehungsstil bekannt. Die Einführung des Faches Sozialkunde neben dem Geschichtsunterricht sollte zur Demokratieerziehung beitragen. Erst mit der Gesamtschul-Bewegung und der antiautoritären Erziehung kamen in den 1970er Jahren demokratische Zielsetzungen wieder verstärkt ins Blickfeld der Erziehungswissenschaft. Eine tiefgreifende demokratische Erziehung wurde in Ausnahmeeinrichtungen wie der Bielefelder Laborschule zum Programm erhoben. Ihr Begründer, Hartmut von Hentig, ist ein bekannter Vertreter demokratischer Erziehung in Deutschland. International gibt es einige weiter entwickelte demokratische Schulen, die bekanntesten dieser Art sind Summerhill und die Sudbury Valley School.
Bedingt durch den zunehmenden Rechtsextremismus in der deutschen Gesellschaft – vor allem in der Jugend – in den 1990er Jahren, hat die Bund-Länder-Kommission im Jahr 2002 das BLK-Programm Demokratie lernen und leben aufgelegt, an dem sich nur dreizehn Bundesländer beteiligt haben. In etwa 130 Schulen haben sich gute Beispiele für eine weitergehende demokratische Schulpraxis gezeigt. Das maßgeblich durch Wolfgang Edelstein und Peter Fauser beeinflusste Programm knüpfte an den englischsprachigen Diskurs um die sogenannte Civic Education an, die Bürger zum zivilgesellschaftlichen Handeln befähigen soll. Das Programm zielte vor allem auf die Förderung einer demokratischen Schulkultur ab.
2005 wurde die Deutsche Gesellschaft für Demokratiepädagogik gegründet, um die Vernetzung relevanter Akteure zu fördern und Demokratiebildung zu stärken. Die deutsche Kultusministerkonferenz hat 2009 eine Erklärung zur Stärkung der Demokratieerziehung beschlossen, die 2018 aktualisiert worden ist. In Potsdam fand 2009 eine Fachkonferenz der Bundesländer statt. Das Programm Demokratie Leben! des BMFSFJ fördert seit 2015 zivilgesellschaftliche Projekte, die sich für Demokratie, Vielfalt und gegen Menschenfeindlichkeit einsetzen. Dabei liegt ein besonderer Fokus auf der Demokratieförderung im Kinder- und Jugendalter.

## Methoden der Demokratiebildung
Diese Erziehungsziele werden auch in unterschiedlichen Methoden deutlich. Stichpunktartig sind hier zu nennen:
- Schulfächer der Politischen Bildung wie Sozialkunde, Geschichte,  Politische Weltkunde, Ethikunterricht, in denen Wissen über soziale Institutionen vermittelt und die Reflexion über ethische und politisch-historische Probleme angeregt werden soll;
- medienpädagogische Ansätze, die Menschen im Umgang mit Informationen, aber auch Propaganda oder Werbung sensibilisieren wollen;
- Schülermitspracherechte[17] (z. B. Schülervertretung etc.) als eine begrenzte Möglichkeit der Schüler, ihre Meinung im Austausch mit der Schule zum Ausdruck zu bringen und in einigen Fragen mitzuentscheiden[18];
- weitergehende Schulmitbestimmung wie in Demokratischen Schulen, z. B. der des Sudbury-Modells: Sämtliche Entscheidungen werden dort in einem demokratischen Prozess („Schulversammlung“) von den Schülern getroffen, das Aufstellen und Ändern von Regeln, die Verwendung des der Schule zur Verfügung stehenden Geldes und die Einstellung oder Entlassung von Mitarbeitern.
- die Öffnung der Schule und das Lernen durch Engagement, wie sie besonders die Community- und Service-Learning-Ansätze aus dem anglo-amerikanischen Bildungswesen anstreben, um die Umwelt der Institution Schule einzubeziehen und so der Lebenswirklichkeit der Schüler näherzukommen;
- Mediationsverfahren, wie das Streitschlichtertraining, die teilweise zur demokratischen Erziehung gerechnet werden, weil sie in Schulen die Konfliktlösungskompetenzen mit auf die Schüler verteilen und ihnen damit mehr Einfluss auf ihr eigenes Lernumfeld geben[19]. Zudem setzen sie sich mit unterschiedlichen Möglichkeiten der Kompromissfindung auseinander, was als ein Bestandteil von notwendigen demokratischen Fähigkeiten angesehen werden kann.
- Auch Methoden wie Deliberationsforen oder Klassenräte, die „demokratische Sprechen“ schulen sollen, werden in der Demokratiebildung angewandt.[20]
- Demokratietrainings in Seminarform oder als Fortbildung zum Training entsprechender demokratischer Konfliktlösung, u. a. in Rollenspielen.

## Kritik
Die Kritik an der Demokratiebildung bezieht sich auf mehrere Punkte:
- Der Politikdidaktiker Benedikt Widmaier kritisierte einerseits eine antipolitische Grundhaltung bei Verfechtern der Demokratiepädagogik.[1]

- Demokratiebildung vernachlässige kognitives Lernen, da komplexe politische Inhalte nur dabei ausreichend durchdrungen werden können.[21] Ein Komplex wie die Finanzkrise 2007 und die Auseinandersetzung um politische Lösungsansätze ließe sich nicht allein erfahrungsbasiert erfassen.
- Der Fokus auf die Lebenswelt und damit auf das Soziale bzw. Zwischenmenschliche verstelle den Blick auf strukturelle Macht- und Herrschaftsverhältnisse. Der Lebensweltbezug, welcher auch in der Politischen Bildung essenziell ist, dürfe nicht dazu führen, dass strukturell sehr unterschiedliche politische Ebenen gleichgesetzt werden. Diverse Studien legen nahe, dass Erfahrungen aus dem sozialen Nahbereich keinen Transfer des Gelernten auf andere politische Ebene garantieren. Engagement in der Nachbarschaft, wie z. B. im Ansatz des Service Learnings, erweitern die politische Handlungskompetenz bei der Auseinandersetzung um größere gesellschaftliche Fragen (z. B. im Konflikt um die Nutzung von Atomkraft) also eher nicht.[22] Auch aus Sicht einer kritischen Erziehungswissenschaft wird gefragt, ob demokratiepädagogische Ansätze nicht „individuelle Verantwortlichkeit für strukturelle Ungleichheiten suggerieren und eine affirmative Selbstoptimierung fördern“.[6]
- Die Demokratiebildung geht von einem allgemeinen Begriff des interessenausgleichenden Gemeinwohls aus, welches das Ziel von Politik sei. Dies wurde teilweise als zu einseitiger Politikbegriff verstanden, der strukturelle Konflikte unbetrachtet lässt bzw. als destruktiv versteht. Diese Kritik basiert auf einem Konflikt, der schon früher in der Politischen Bildung um den Gemeinwohlbegriff geführt wurde.[23] Der Demokratiepädagogik wurde auch der Bezug auf einen ungenau definierten Demokratiebegriff vorgeworfen.[11]
- Auch die Rolle von Partizipation wird als ambivalent betrachtet, wenn sie „von oben“ als Ziel ausgegeben wird. Somit lässt sich fragen, ob eine Erziehung zur Demokratie nicht eine paradoxe Anforderung darstellt.[6]

Allgemein lässt sich sagen, dass sich Demokratiebildung und Politische Bildung im Verlaufe der Debatte angenähert haben. Während in der Praxis der Demokratiebildung Reflexion und kognitives Lernen einen höheren Stellenwert erlangt haben, wurde auch die Politische Bildung von der Demokratiebildung beeinflusst. Erfahrungsbasiertes Lernen und neue Ansätze, wie die Betrachtung des Zusammenhangs von Emotionen und Politischer Bildung, machen auch hier Veränderungen deutlich.

## Kritische Demokratiebildung
Seit einigen Jahren werden vermehrt Positionen einer Kritischen Demokratiebildung aus dem Kontext der Kritischen politischen Bildung vertreten. Kritische Demokratiebildung wirft der Demokratie-Pädagogik vor, dass es ihr weitgehend um die affirmative Internalisierung demokratischer Verhaltensmuster und um das Einüben von Werthaltungen im Sinne von Staatsbürger_innentugenden und die Beteiligung an den bestehenden Institutionen – und damit nicht um die Ausweitung demokratischer Teilhabe – ginge. Kritische Demokratiebildung bezieht sich demgegenüber auf ein weitgefasstes Politik- und Demokratieverständnis, das Demokratie nicht auf staatliche Instanzen (wie das Parlament), Institutionen (wie unterschiedliche Parteien) und formale Verfahren (wie den Wahlakt) beschränkt. Dieses Demokratieverständnis liegt dem bürgerlichen liberalen Demokratiemodell zugrunde. Kritische Demokratiebildung thematisiert hingegen das strukturelle Spannungsverhältnis zwischen parlamentarischer Demokratie und Kapitalismus – dem Widerspruch zwischen gleichen politischen Rechten (u. a. Wahlrecht für Staatsbürger_innen) und ungleichen Eigentumsrechten in der Wirtschaft, woraus der Ausschluss der demokratischen Mitbestimmung im Bereich der Wirtschaft resultiert. Sie geht davon aus, dass die Demokratie als Kategorie des Politischen ein theoretisch wie praktisch umkämpfter Prozess ist. Die Debatte um Demokratie bezieht sich darauf, wer zum demos gehört und wer nicht, wie Entscheidungsprozesse organisiert sind und wie politische Meinungs- und Willensbildung auf welchen gesellschaftlichen Ebenen stattfinden. Daher will Kritische Demokratiebildung demokratische Bildungsprozesse anstoßen und reflektieren, ob und inwiefern Demokratie und gesellschaftliche Teilhabe gesamtgesellschaftlich erweitert werden sollte. Dabei werden u. a. Aspekte sozialer Demokratie, Demokratie in den Betrieben (Wirtschaftsdemokratie) und Rätedemokratie thematisiert.